# Astyochia nigrivena
Astyochia nigrivena là một loài bướm đêm trong họ Geometridae.